# Flanco direito
 Flanco direito  ou  Lateral direita  é uma das nove divisões da anatomia de superfície da parede abdominal.
Localiza-se à direita da região umbilical, próximo à cintura. O principal órgão que se encontra sob esta região é o Rim direito.

## Outras regiões da parede do abdômen

Linhas superficiais da frente do tórax e abdômen.

- Hipocôndrio direito
- Hipocôndrio esquerdo
- Epigástrio
- Flanco esquerdo
- Mesogástrio
- Fossa ilíaca direita
- Fossa ilíaca esquerda
- Hipogástrio